# From Here to Reality
From Here to Reality è il sesto album studio del gruppo hardcore punk Charged GBH pubblicato nel 1990.

## Tracce
1. New Decade
2. Trust Me I'm A Doctor
3. B.M.T
4. Mass Production
5. The Old School Of Self Destruction
6. You Don't Do Enough
7. From Here To Reality
8. Dirty Too Long
9. Destroy
10. Just In Time For The Epilogue
11. Don't Leave Your Honey Down The Pits
12. Moonshine Song

## Formazione
- Colin Abrahall  - voce
- Jock Blyth - chitarra
- Ross Lomas - basso
- Kai Reder - batteria